# 一色須賀

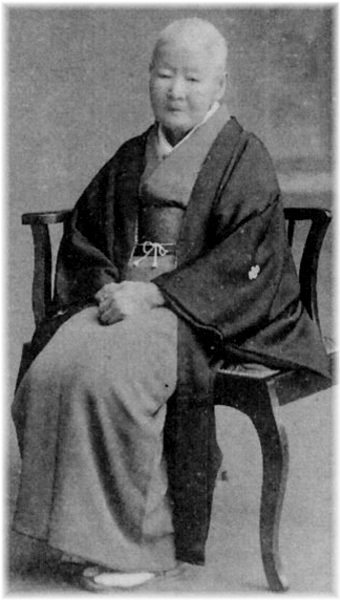
晩年の須賀

一色 須賀（いっしき すが、天保9年4月26日（1838年5月19日） - 昭和4年（1929年）10月7日）は、一橋徳川家の老女。15代将軍・徳川慶喜の側室。幼名はみち。父は旗本西の丸小姓組一色貞之助定住。伯父は駒井信興。

## 生涯
旗本・一色貞之助定住の長女として生まれた。その後、一橋徳川家の奥女中・杉浦の養女となり、一橋家に入る。慶喜の正室・一条美賀子の女中となった後、慶喜の側室となったとされる。
昭和4年（1929年）、死去。享年92。墓所は谷中霊園。